# 米助國
米助國（？—17世紀），字民和，號順齋，湖廣辰州府辰溪縣人，明朝、南明政治人物。

## 生平
米助國是天啟四年（1624年）甲子科舉人，五年（1625年）成進士，獲授龍泉知縣，调任南昌县知县，撫按要求他興建魏忠賢生祠時堅持不遵從；之後魏忠賢失勢，朝廷為立祠一事治罪，唯獨江西地方因為龍泉並沒有獲罪。崇祯五年（1632年）十一月选授福建道御史，巡按宣大，讓尚書畢自嚴、給事中章正宸出獄，因此被罷官。永曆年間，朝廷升任他為大理卿。南明滅亡後在東山隱居，慢慢減少進食而死。

## 家族
子米肇灏，貢生，孫米元倜，舉人，皆守志以布衣終。